# Turistická značená trasa 9652
 Turistická značená trasa 9652 je 1 km dlouhá místní zeleně značená trasa Klubu českých turistů v okrese Jeseník tvořící jedno ze spojení Rejvízu s Velkým mechovým jezírkem. Trasa vede územím CHKO Jeseníky v převažujícím jihozápadním směru.

## Průběh trasy
Turistická trasa 9652 má svůj počátek v Rejvízu u stejnojmenného penzionu. Výchozím rozcestím též procházejí trasy:
- modře značená 2216 Dětřichov - Zlaté Hory
- zeleně značená 4807 Jeseník - Zlaté Hory
- žlutě značená 7804 Jeseník - Švýcárna

...a výchozí zde jsou:
- červeně značená 0601 do Jeseníku
- červeně značená 0603 do Vrbna pod Pradědem
- Naučná stezka Rejvíz

Trasa 9652 vede v souběhu s několika trasami k jihu na okraj zástavby Rejvízu, kde se odklání z hlavní cesty a po pěšině stoupá západním směrem na vrch U pomníku. V jeho vrcholové partii prochází kolem pomníku obětem první světové války, stáčí se k jihozápadu a míjí vrchol a klesá na rozcestí u vstupu do národní přírodní rezervace Rejvíz, kde končí. Rozcestím prochází rovněž trasa 2216 do Dětřichova a Naučná stezka Rejvíz k Velkému Mechovému jezírku, které jsou sem z Rejvízu vedeny alternativními trasami.

## Historie
Trasa 9652 částečně nahrazuje zaniklou větev naučné stezky Rejvíz, která původně vedla od penzionu přímo přes louku k pomníku a poté v trase dnešní 9652 ke vstupu do rezervace.